# Івано-Яризівка
Іва́но-Яри́зівка — село в Україні, у Царичанській селищній громаді Дніпровського району Дніпропетровської області. Розташовано на лівому березі річки Орелі і над озером Вербовим. Площа — 1,38 км², домогосподарств — 219, населення — 440 осіб.

## Географія
Село Івано-Яризівка знаходиться на лівому березі річки Оріль, вище за течією на відстані 1 км розташоване село Новостроївка, нижче за течією на відстані 1,5 км розташоване село Драгівка, на протилежному березі — смт Царичанка. На відстані 0,5 км розташоване село Вербове. Річка в цьому місці звивиста, утворює лимани, стариці і заболочені озера. Через село проходить автомобільна дорога Т 0413.

## Населення

### Мова
Розподіл населення за рідною мовою за даними перепису 2001 року:
| Мова       | Кількість | Відсоток |
| ---------- | --------- | -------- |
| українська | 523       | 95.61%   |
| російська  | 24        | 4.39%    |
| Усього     | 547       | 100%     |

## Історія
У селі Івано-Яризівка є курган.

У 1884 при Вознесенській церкві тут служив Андрій Васильоович Чепурківський, рідний брат відомого вченого Овксентія Васильович Корчак-Чепурківського .
1886 року тут було два історичних села: Іванівка і Яризівка, що входили до Юр'ївської волості Новомосковського повіту Катеринославської губернії:
- Іванівка була слободою над озером Вербовим з іншою назвою — Миргородщина. Тут мешкало 187 осіб; було 25 дворів і 1 православна церква.
- Яризівка була селом на лівому березі Орелі. Тут мешкало 168 осіб і було 23 двори, 3 казарми.